# Кобалт
Кобалт е химичен елемент с атомен номер 27. Той е твърд, блестящ сиво-син метал.

## История
В XV век в Саксония сред богатите на сребро руди често са откривани блестящи като стомана бели или сиви кристали, от които не се е удавало да се стопи метал. Техните примеси в сребърните или медните руди пречели на изливането на тези метали. Най-вероятно това са били съдържащи арсен кобалтови минерали (напр. кобалтин – CoAsS) или сулфиди на кобалта.

## Произход на името
Наименованието на химичния елемент произлиза от немската дума „Kobold“ – „дух“, „джудже“.
При нагряване на съдържащи арсен кобалтови минерали се отделя отровен газ – арсенов оксид. Рудата, съдържаща тези минерали, получава от миньорите името на духа коболд. Древните норвежци са приписвали отравянето при леене на сребро на номерата на този зъл дух. Вероятно името на този дух е с един корен с гръцкото „кобалос“ – „дим“. С тази дума гърците наричали още и лъжците.
През 1735 година шведският минералог Георг Бранд успява да отдели от такъв минерал неизвестен дотогава метал, който той назовава кобалт. Той открива, че именно съединенията на кобалта оцветяват стъклото в син цвят.

## Добив
Кобалтът е относително рядък метал. В най-голяма степен кобалт съдържат никеловите руди.
Първо рудата се обогатява и се получава концентрат, който се обработва със сярна киселина или амоняк за извличане на метала.
През 2005 г. най-голям производител на кобалт е Демократична република Конго, която е допринесла за над 40% от световния добив. Други големи производители са Русия, Канада, Бразилия, Замбия и Куба.

## Приложение
Основно кобалтът се изразходва за получаване на сплави, тъй като повишава температурната устойчивост на стоманата. Той също така участва в някои твърдостопяеми сплави за изработването на режещи инструменти.
Особено важни са магнитните сплави на основа на кобалта, от които се изработват ламели за трансформатори и електрически двигатели.
Използването на кобалт при производството на стъкло го оцветява в синьо.
Кобалтът се използва и за пигмент в някои бои.

## Физични свойства
Кобалтът е твърд метал, съществуващ в две модификации. В диапазона на температурите от стайна до 427 °C е в устойчивата α-модификация. В диапазона от 427 °C до температурата на топене (1495 °C) – устойчива β-модификация. Кобалтът е феромагнетик с точка на Кюри 1121 °C.
Тънкият слой окис му придава жълтеникав оттенък.